# أولغا شاهابن
 أولغا شاهابن (بالإندونيسية: Olga Syahputra)‏ (مواليد 8 فبراير 1983-27 مارس 2015) هو ممثل وكوميدي ومقدم تلفزيوني إندونيسي.

## حياته
ولد في 7 فبراير 1983 في جاكرتا، هو الأكبر من سبعة أشقاء من أبوين إندونيسيين وهما نور راتشمان وهيلدا نور.

## أعماله
- «تينا تون والكوميديا بوي الفيلم» (2004)
- «مشكلة العذراء حتى» (2008)
- «رطب...» (2008)
- «إلى الأبد حبي» (2008)
- «ماس الحب، أجا المتجول إدراج الصغيرة وحسنا» (2008)
- «الكونغفو شبح العذراء» (2012)
- «حديقة وطي» (2013)

## وفاته
توفي في سنغافورة في 27 مارس 2015 إثر إصابته بمرض التهاب السحايا عن عمر يناهز الثانية والثلاثون عاما.

## وصلات خارجية
- أولغا شاهابن على موقع IMDb (الإنجليزية)
- أولغا شاهابن على موقع قاعدة بيانات الفيلم (الإنجليزية)